# Poblado de Gabriel y Galán
El poblado del Pantano de Gabriel y Galán es una localidad española del municipio de Guijo de Granadilla, en la provincia de Cáceres, comunidad autónoma de Extremadura. Está situado junto a la carretera EX-205 y es sede de la Mancomunidad Integral de Trasierra-Tierras de Granadilla.
Dista dos kilómetros de Guijo de Granadilla. Está a 390 metros de altitud y tiene un clima suave, con inviernos frescos pero no fríos, y con veranos calurosos, llegando a los 40-42 °C todos los años. La fundación del pueblo se produjo en la década de 1950, cuando empezaron las obras de construcción del embalse de Gabriel y Galán y los obreros hacían vida en el pequeño campamento que formaron. A partir de ahí se construyeron viviendas y su población se hizo permanente. Cuando se terminó la construcción del embalse (1962) quedó establecida la localidad, que hoy en día vive del turismo que proporcionan el embalse y su entorno (apenas a 15 kilómetros está Granadilla, conjunto Histórico-Artístico, y el municipio de Ahigal).
El INE no considera la población del lugar y desde el año 2000 no ofrece datos de población. Sin embargo, el lugar está habitado aunque su población se ha reducido bastante en lo que va de siglo y figura dentro de la población de Guijo de Granadilla.